# Yasovarman I.

Lolei

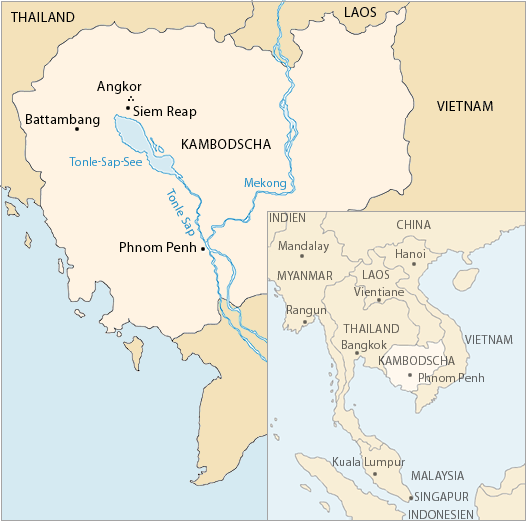
Lage Yashodharapuras (Angkor) in Kambodscha

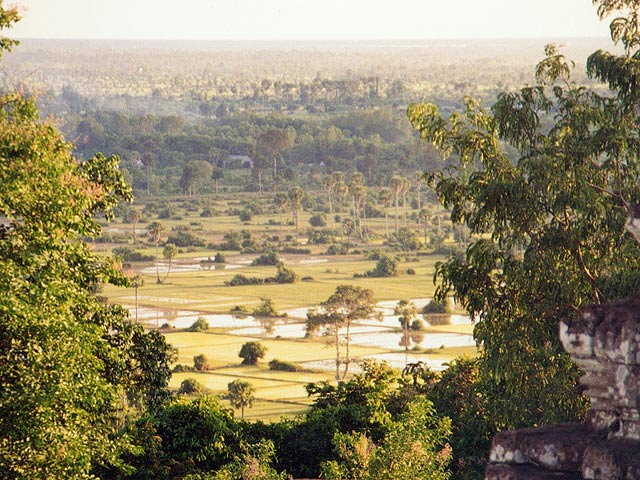
Blick vom Phnom Bakheng auf die Reisfelder der Umgebung

Yasovarman I. († 910) war ein angkorischer König, welcher von 889 bis 910 regierte.

## Frühe Jahre
Nach dem Tod von Indravarman I. war ein Thronfolgekrieg zwischen seinen zwei Söhnen entflammt, den der Ältere, Yasovarman I., gewann. Wegen seines Vaters, der seinen Antritt bestritt, waren folgende Inschriften entstanden, zitiert von L.P. Briggs: "Yasovarman I. ignorierte niemals seinen Platz auf dem Thron durch seinen Vater Indravarman I., oder durch Jayavarman II., dem Begründer der Angkor-Dynastie, und baute einen ausführlichen Stammbaum, von seiner Mutter angefangen bis zurück zur Funan- und Chenla-Dynastie.

## Regierungszeit Yasovarmans
Während seines ersten Regierungsjahrs baute er 100 Klöster (ashrams) in seinem Reich. Jedes Ashram wurde als Rastplatz für die Asketen benutzt und diente dem König während seiner Reisen als Residenz. 893 begann er den Indratataka Baray zu bauen, der von seinem Vater geplant worden war. Im Mittelpunkt des Sees baute er den Tempel Lolei. Gleichzeitig begann Yasovarman, einen großen Baray zur Wasserversorgung seiner neuen Hauptstadt anlegen zu lassen. Dieses Wasserreservoir, der nach ihm benannte Yashodharatataka, heute als Östlicher Baray bekannt, war achtmal größer als sein Vorgänger.
Yasovarman I. war einer der bedeutenderen Könige Angkors. Sein größter Erfolg war, dass er die Hauptstadt von Hariharalaya nach Yashodharapura verschob, wo sie für 500 Jahre blieb. In der neuen Hauptstadt wurden viele kulturell und religiös bedeutende Gebäude erbaut, etwa Angkor Wat. Es gab viele Gründe, die Hauptstadt zu wechseln. Erstens war die alte Hauptstadt durch die vielen Tempel, welche von früheren Herrschern erbaut worden waren, sehr eng geworden. Also war die Entscheidung religiös: In Anordnung für einen neuen König zu blühen, musste er seinen eigenen Tempel bauen, und als er starb, wurde dieser zu seinem Mausoleum. Zweitens war die neue Hauptstadt dem Siem-Reap-Fluss näher und lag halbwegs zwischen den Kulen-Hügeln und dem Tonle Sap. Beim Verlegen der Hauptstadt zum Wasser konnte der König von beiden Flüssen profitieren. Er konstruierte auch eine Straße, welche die alte mit der neuen Hauptstadt verband.
Der Lolei, der Phnom Bakheng und der östliche Baray sind Monumente, welche Yasovarman erbauen ließ; alle liegen nahe Angkor Wat, dem Nationalsymbol des heutigen Kambodscha. Phnom Bakheng war einer von drei Tempeln, welche auf der Spitze eines Hügels errichtet wurden. Die anderen zwei sind Phnom Krom und Phnom Bok.